# ثيودور هاغن
ثيودور هاغن (بالألمانية: Theodor Hagen)‏ (بالإنجليزية: Theodore Hagen)‏ هو ملحن وصحفي ألماني وأمريكي، ولد في 15 أبريل 1823 في هامبورغ في ألمانيا، وتوفي في 21 ديسمبر 1871 في نيويورك في الولايات المتحدة.